# Loop (algebra)
Un loop (o cappio o laccio) è una struttura algebrica non associativa usata in matematica.

## Definizione
Un loop consiste di un insieme non vuoto {\displaystyle L} dotato di un'operazione binaria
{\displaystyle {\begin{aligned}\cdot \colon L\times L&\to L,\\(a,b)&\mapsto a\cdot b,\end{aligned}}}
tale che:
1. esiste un elemento {\displaystyle 1_{L}}, detto neutro, tale che {\displaystyle 1_{L}\cdot a=a\cdot 1_{L}=a} per ogni {\displaystyle a\in L};
2. l'equazione {\displaystyle a\cdot x=b} ha un'unica soluzione {\displaystyle x\in L};
3. l'equazione {\displaystyle x\cdot a=b} ha un'unica soluzione {\displaystyle x\in L}.

Talvolta, per semplicità, si omette il simbolo di operazione scrivendo {\displaystyle ab} invece di {\displaystyle a\cdot b.}

## Proprietà
- ogni quasigruppo dotato di elemento neutro è un loop ed ogni loop è un left loop;
- ogni elemento del loop ha un unico inverso sinistro e un unico inverso destro;
- un loop associativo è un gruppo.

La teoria dei loop è riconducibile a quella dei gruppi sebbene non possa essere completamente ricondotta ad essa in modo lineare ed esaustivo.

## Loop, envelope e folder
Dato un loop {\displaystyle (L,\cdot )} definiamo alcune funzioni caratteristiche:
- Le traslazioni sinistre: {\displaystyle \lambda _{a}(x):=a\cdot x.}
- Le traslazioni destre: {\displaystyle \rho _{a}(x):=x\cdot a.}
- Le deviazioni centrali: {\displaystyle \tau _{a}(x):=\rho _{a}\lambda _{a}^{-1}(x).}
- Le deviazioni sinistre: {\displaystyle \delta _{a,\,b}^{\lambda }(x):=\lambda _{a\cdot \,b}^{-1}\lambda _{a}\lambda _{b}(x).}
- Le deviazioni destre: {\displaystyle \delta _{a,\,b}^{\rho }(x):=\rho _{a\cdot \,b}^{-1}\rho _{b}\rho _{a}(x).}

Tali funzioni ci consentono di definire alcuni gruppi associati ad un loop. Tali gruppi sono:
- il gruppo delle traslazioni, generato da tutte le traslazioni del loop;
- il gruppo {\displaystyle G(L)} delle traslazioni sinistre, generato da tutte le traslazioni sinistre del loop;
- il gruppo delle traslazioni destre, generato da tutte le traslazioni destre del loop.

Tali gruppi agiscono in modo naturale su {\displaystyle L} come elementi del gruppo simmetrico su {\displaystyle L}. In particolare i relativi stabilizzatori dell'elemento neutro sono generati dalle rispettive deviazioni.
La tripla {\displaystyle \xi ={\big (}G(L),H(L),\Lambda {\big )}} dove {\displaystyle H(L)} è lo stabilizzatore in {\displaystyle G(L)} dell'elemento neutro e {\displaystyle \Lambda } l'insieme delle traslazioni sinistre, prende il nome di envelope fedele.
Viceversa, una tripla {\displaystyle \xi =(G,H,L)} dove {\displaystyle G} è un gruppo, {\displaystyle H} è un sottogruppo di {\displaystyle G} ed {\displaystyle L} è un trasversale sinistro del quoziente {\displaystyle G/H^{g}} per ogni {\displaystyle g\in G} prende il nome di folder.

## Famiglie di loop

### Loop di Moufang (da Ruth Moufang)
Si tratta di un loop {\displaystyle (L,\cdot )} che soddisfa l'identità {\displaystyle (ab)(ca)=(a(bc))a} per ogni {\displaystyle a,b,c} in {\displaystyle L}.

#### Proprietà
- I Moufang loops non banali, cioè che non siano gruppi, soddisfano una forma debole di associatività.
- La seguente identità

{\displaystyle (ab)(ca)=(a(bc))a}
è equivalente a ciascuna delle seguenti:
{\displaystyle a(b(ac))=((ab)a)c;}
{\displaystyle a(b(cb))=((ab)c)b.}
Le tre precedenti equazioni sono denominate identità di Moufang. Con ognuna è possibile definire un loop di Moufang.
- Ponendo nelle precedenti identità uno degli elementi uguale all'elemento neutro, si ha

{\displaystyle a(ab)=(aa)b;}
{\displaystyle (ab)b=a(bb);}
{\displaystyle a(ba)=(ab)a.}
Pertanto, tutti i loop di Moufang sono alternativi.
- Moufang ha dimostrato inoltre che il sottoloop generato da uno dei due elementi del loop di Moufang è associativo (e dunque è un gruppo), quindi i loop di Moufang soddisfano l'associatività della potenza.
- Quando si lavora con i loop di Moufang, è uso comune non usare le parentesi in espressioni con solo due elementi distinti.

## Loop ottonionico
Quale esempio di loop si può ricordare il quasigruppo formato dagli elementi unità  degli ottonioni.